# 下鴨生站

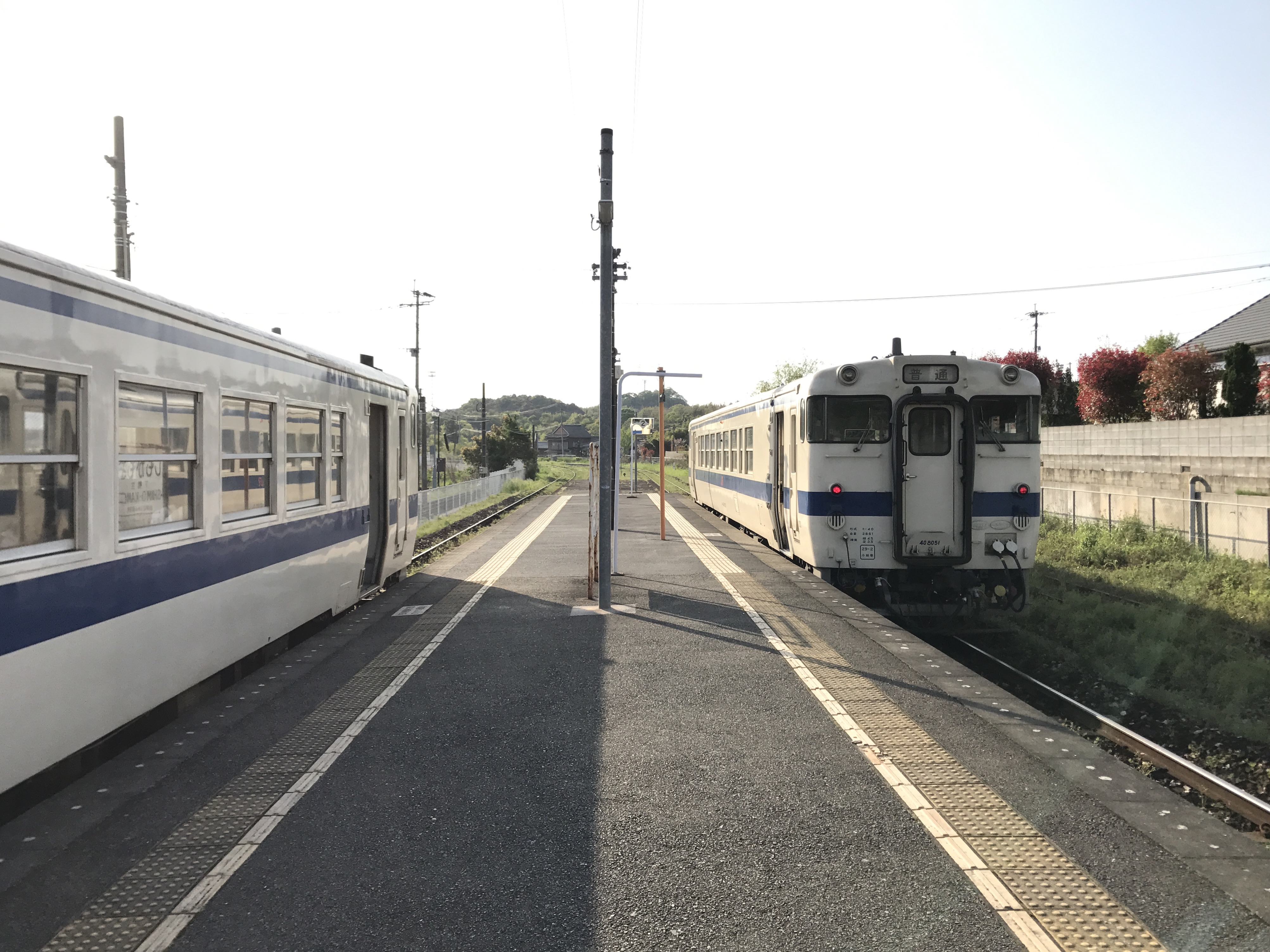
月台

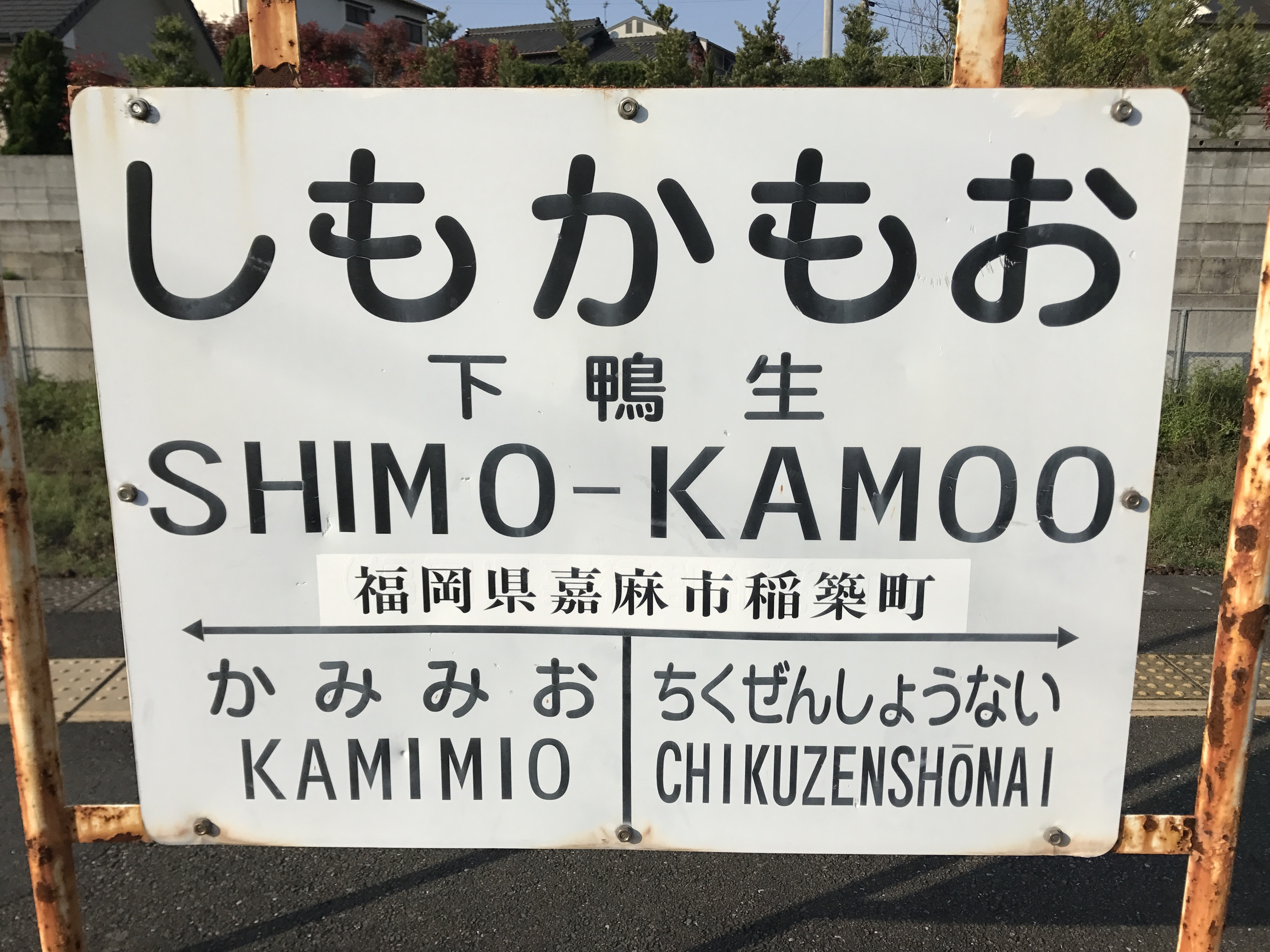
站名牌

下鴨生站（日语：／ Shimo-Kamoo eki */?）是位於福岡縣嘉麻市鴨生864番，九州旅客鐵道（JR九州）的後藤寺線車站。車站編號為JJ03。曾經此站可轉乘漆生線。在平成大合併中，2006年(平成18年)3月27日嘉麻市成立，同時成為該市唯一車站，但是在JTB時間表中該市沒有代表車站。

## 歷史
- 1916年（大正5年）2月1日 - 筑豐本線貨物支線（上三緒至漆生）之間開設赤坂站（日语：／），當時為貨運車站[1][2][3]。
- 1920年（大正9年）5月10日 - 芳雄至漆生之間、上三緒至筑前山野之間開始旅客運輸業務，此站成為漆生線車站。此站開始旅客業務[3]。
- 1926年（大正15年）7月15日 - 九州產業鐵道（後來為產業水泥鐵道（日语：産業セメント鉄道））船尾至赤坂炭坑之間開業，成為國鐵與九州產業鐵道的轉乘站[2][3]。
- 1943年（昭和18年）7月1日 - 產業水泥鐵道（日语：産業セメント鉄道）被收購（被國有化）。漆生線的新飯塚至赤坂之間與上三緒至筑前山野之間編入至後藤寺線。此站成為漆生線與後藤寺線的車站[4]。
- 1945年（昭和20年）6月10日 - 此站至赤坂炭坑之間的貨物支線廢止，此站內進行整合。
- 1956年（昭和31年）12月20日 - 車站改名為下鴨生站[1][3]。
- 1966年（昭和41年）3月10日 - 漆生線漆生至下山田之間（實質上是嘉穗信號站）開通（漆生線全線開通）[2]。
- 1974年（昭和49年）3月5日 - 結束貨物起卸業務。
- 1986年（昭和61年）4月1日 - 漆生線廢止[3]。
- 1987年（昭和62年）4月1日 - 伴隨國鐵分割民營化，車站由九州旅客鐵道（JR九州）營運[5][6][7]。
- 1999年（平成11年）3月13日 - 後藤寺線列車開始一人控制運輸。
- 2019年（平成31年）4月1日 - 嘉麻市巴士（日语：嘉麻市バス）稻築桂川線開始運行。

## 車站構造
車站是一座地面車站，設有1面2線的島式月台。月台與車站出入口之間設有站內平交道連接。曾經此站設有貨運設施（漆生線，赤坂炭礦貨物支線等），當時為一座貨運總站。此站是後藤寺線內唯一可列車交會的車站。在1994年（平成6年）前，由於列車交會時需要車站職員當值，因此當時此站是直營車站。自從列車交會自動化（彈簧轉轍器）起，此站成為無人車站。在2004年（平成16年），外型獨特的車站大樓被拆毀，只遺留了舊車站大樓中使用的站名牌。此站是在福岡縣內，也是JR線最後使用電氣路籤交會的車站。列車進站時會使用右邊月台，與一般日本鐵路與道路通行的方向相異。
此站設有售賣近距離車票的自動售票機。

### 月台
| 月台 | 路線     | 上下行 | 方向           |
| ---- | -------- | ------ | -------------- |
| 1    | 後藤寺線 | 上行   | 田川後藤寺方向 |
| 2    | 後藤寺線 | 下行   | 新飯塚方向     |

## 車站周邊
- 福岡縣道402號飯塚山田線
- 福岡縣道415號口之原稻築線
- 鴨生惠正寺
- 鴨生惠比須神社
- 山上憶良公園
- 舊三井礦山山野煤礦

## 巴士路線
- 嘉麻市巴士（日语：嘉麻市バス）稻築桂川線 - 鴨生團地、嘉麻市政廳、志耕館高校（日语：福岡県立稲築志耕館高等学校）、嘉穗綜合高校（日语：福岡県立嘉穂総合高等学校）、桂川站方向。

## 相鄰車站
九州旅客鐵道（JR九州）
 後藤寺線
■快速
通過
■普通
上三緒（JJ02）－下鴨生（JJ03）－筑前庄內（JJ04）

### 曾經存在的路線
日本國有鐵道
漆生線
下鴨生－鴨生

## 注腳
1. 1 2 3 4 5 6  . 週刊JR全駅・全車両基地 (朝日新聞出版). 2012-09-23, (07): 27 （日语）.
2. 1 2 3 4 5  鐵輪，p.214。
3. 1 2 3 4 5 6 7 8  弓削信夫. . 葦書房. 1993-10-15: 173–175. ISBN 4751205293.
4. ↑  鐵輪，p.113。
5. ↑  『交通年鑑 昭和63年版』 交通協力會，1988年3月。
6. ↑  今村都南雄 『民営化の效果と現実NTTとJR』 中央法規出版，1997年8月。ISBN 978-4805840863
7. ↑  鐵輪，p.181。

## 外部連結
- 下鴨生（車站資訊） - 九州旅客鐵道（日語）